# 18634 Champigneulles
18634 Champigneulles este o planetă minoră (asteroid), cu un diametru de 3,998 km, din centura de asteroizi. A fost descoperită pe 2 martie 1998 la observatoire de la Côte d'Azur⁠(d) de OCA-DLR Asteroid Survey⁠(d) și a fost numită după Champigneulles⁠(d). 
Obiectul prezintă o orbită caracterizată de o semiaxă mare de 2,6665182 UAi, o excentricitate de 0,09, o înclinație de 14,4 ° în raport cu ecliptica.